# Коломин, Пётр Иванович
Пётр Иванович Коломин (19 сентября [2 октября] 1910, Мелекесс, Самарская губерния — 7 апреля 1990, Куйбышев) — Герой Советского Союза, командир 162-го Краснознамённого истребительного Гродненского ордена Суворова 3-й степени авиационного полка 309-й истребительной авиационной дивизии 4-й воздушной армии 2-го Белорусского фронта, подполковник.

## Биография
Пётр Иванович родился 19 сентября (2 октября) 1910 года в городе Мелекесс в семье рабочего. Русский. В то же время в литературе имеется указание на чувашское происхождение. В 1927 году окончил 7 классов. Работал слесарем на льнопрядильном комбинате маслёнщиком, ткачом, слесарем.
В Красной Армии с 1931 года. Член ВКП(б)/КПСС с 1932 года. В 1933 году окончил Оренбургскую военно-авиационную школу лётчиков и лётчиков-наблюдателей. Участник советско-финской войны 1939—1940 годов.
Участник Великой Отечественной войны с июня 1941 года. С марта 1943 года до победоносного окончания войны П. И. Коломин командовал 162-м истребительным авиационным полком, который под его руководством участвовал в боях на Курской дуге, под Смоленском. В 1943 году лётчики полка совершили 4603 боевых вылета, провели 146 воздушных боев, в результате которых сбили 144 вражеских самолёта. В 1944 году вверенный подполковнику Коломину П. И. авиационный полк вёл боевую работу на оршанском и витебском направлениях. 23 июня 1944 года его лётчики-истребители начали активные действия в Белорусской операции. В отдельные дни ими совершалось 100—120 боевых вылетов. За отличные действия при прорыве обороны противника на реке Проня и овладении городом Могилёвом 162-й авиационный полк дважды отмечался в приказах Верховного Главнокомандующего И. В. Сталина. За активное участие в Белостокской и Вильнюсской наступательных операциях, в ходе которых 16 июля 1944 года был освобождён город Гродно, приказом Верховного Главнокомандующего 162-у авиационному полку присвоено почётное наименование «Гродненский». Указом Президиума Верховного Совета СССР от 2 августа 1944 года за успешные боевые действия полк награждён орденом Красного Знамени.
Авиационный полк под командованием П. И. Коломина участвовал в боях по освобождению Польши. А за овладение городами Восточной Пруссии удостоился благодарности Верховного Главнокомандующего. После ликвидации данцигского «котла» 162-й авиационный полк принимал участие в окончательном разгроме немецко-фашистских захватчиков. За отличия в боях за города Штеттин и Свинемюнде полк награждён орденом Суворова 3-й степени. За период Великой Отечественной войны полк произвел 8593 боевых вылета, сбил 201 самолёт противника.
Командир 162-го Краснознамённого истребительного Гродненского ордена Суворова 3-й степени авиационного полка (309-я истребительная авиационная дивизия, 4-я воздушная армия, 2-й Белорусский фронт) подполковник Пётр Коломин к апрелю 1945 года совершил 326 успешных боевых вылетов, в 75 воздушных боях сбил лично 16 и в группе 8 вражеских самолётов. Самолеты, на которых воевал Петр Коломин: И-15, И-16, «яки», Ла-5.
Указом Президиума Верховного Совета СССР от 18 августа 1945 года за умелое командование авиационным полком, образцовое выполнение боевых заданий командования на фронте борьбы с немецко-фашистскими захватчиками и проявленные при этом мужество и героизм подполковнику Коломину Петру Ивановичу присвоено звание Героя Советского Союза с вручением ордена Ленина (№ 51844) и медали «Золотая Звезда» (№ 8206).
После войны П. И. Коломин продолжал службу в ВВС, с 1947 года подполковник Коломин П. И. — в запасе, а затем в отставке. Жил в городе Куйбышев. Скончался 7 апреля 1990 года. Похоронен в Самаре на кладбище Рубёжное.

## Награды
- Медаль «Золотая Звезда» (№ 8206);
- 2 ордена Ленина (№ 51844, 15058);
- 2 ордена Красного Знамени (№ 40022, 134120);
- орден Суворова 3-й степени (№ 1592);
- орден Александра Невского (№ 1218);
- 2 ордена Отечественной войны 1-й степени (№ 12554, 1488128);
- 2 ордена Красной Звезды (№ 12427, 2590468);
- медали.

## Память
В городе Димитровград Ульяновской области на улице Юнг Северного Флота в честь 60-летия Великой Победы открыта Аллея героев, где воздвигнут величественный монумент Славы с Вечным огнём, а также установлены на строгих высоких постаментах бюсты мелекесцам — Героям Советского Союза (автор — ульяновский скульптор Олег Клюев), среди которых — бюст П. И. Коломина. На проходной Димитровградского льнокомбината в память о прославленном земляке установлена мемориальная доска.